# دوار البلاعيد بلدية وادي الجمعة
دوار البلاعيد هو أحد الدواوير الموجودة في محيط بلدية وادي الجمعة التابعة لولاية غليزان الجزائرية، تنتمي إلى عرش عكرمة (أولاد عدي).